# Larisa Pelešenko
Larisa Aleksandrovna Agapova, coniugata Pelešenko (in russo Лариса Александровна Агапова-Пелешенко?; Slancy, 29 febbraio 1964), è un'ex pesista russa, fino al 1991 sovietica, vincitrice di un argento alle Olimpiadi di Sydney 2000, un titolo mondiale indoor (2001) e un titolo europeo indoor (2000).
Nel 1995 gli venne tolta la medaglia d'oro vinta ai Mondiali indoor di Barcellona perché trovata positiva ad un test antidoping. Oltre a subire lo spoglio della medaglia ha ricevuto anche una squalifica di quattro anni dalle competizioni.

## Record nazionali

### Master M35
- Getto del peso 4 kg, 21,46 m ( Mosca, 26 agosto 2000)

## Palmarès
| Anno | Manifestazione  | Sede       | Evento         | Risultato | Misura  | Note |
| ---- | --------------- | ---------- | -------------- | --------- | ------- | ---- |
| 1987 | Universiadi     | Zagabria   | Getto del peso | Bronzo    | 19,49 m |      |
| 1988 | Europei indoor  | Budapest   | Getto del peso | Argento   | 20,23 m |      |
| 1989 | Universiadi     | Duisburg   | Getto del peso | 4ª        | 18,81 m |      |
| 1993 | Mondiali        | Stoccarda  | Getto del peso | 9ª        | 19,22 m |      |
| 1994 | Europei indoor  | Parigi     | Getto del peso | Argento   | 19,16 m |      |
| 1994 | Europei         | Göteborg   | Getto del peso | 5ª        | 19,01 m |      |
| 1995 | Mondiali indoor | Barcellona | Getto del peso | dq        | dq      |      |
| 2000 | Europei indoor  | Gand       | Getto del peso | Oro       | 20,15 m |      |
| 2000 | Olimpiadi       | Sydney     | Getto del peso | Argento   | 19,92 m |      |
| 2001 | Mondiali indoor | Lisbona    | Getto del peso | Oro       | 19,84 m |      |
| 2001 | Mondiali        | Edmonton   | Getto del peso | 4ª        | 19,37 m |      |